# Ateljé Uggla
Ateljé Uggla je fotografické studio na Grevgatan 52 ve Stockholmu. Studio založil v roce 1934 fotograf Carl Albert Uggla a je dnes (2018) jediným z klasických fotoateliérů, které ve Švédsku stále existují.

## Dějiny
Po startu v roce 1934 vedl studio Carl Albert Uggla (1906-1974) asi deset let. Jeho nástupcem se stal Herbert Fogstrand, který nebyl fotografem, ale obchodníkem, a jako takový chápal, že fotografové chtějí pracovat samostatně a s velkou uměleckou svobodou. Podnikání rostlo a v padesátých letech zaměstnával Ateljé Uggla 50 zaměstnanců ve třech studiích: dětském studiu, portrétním studiu a reklamním studiu. Největší aktivitou byla módní fotografie. Studio se poté nacházelo na adrese Kungsgatan 18 a poté ho vedl portrétní fotograf Rolf Winquist. Mnoho jeho asistentů se později stalo známým, například Rune Hassner, Sten Didrik Bellander, Hans Hammarskiöld, Erik Liljeroth, Lars Epstein a Hans Gedda.
Na konci šedesátých let převzal Ateljé Uggla fotograf Bo Appeltoft se zaměřením na módní a reklamní fotografii. V roce 1976 se studio otevřelo v prostorách Gallerian v Hamngatanu pod vedením manažera a fotografa Matse Burmana. V Gallerianu zůstal až do roku 2007, kdy se přestěhoval na svou současnou adresu Grevgatan čp. 52. Studio stále provozuje (2018) Burman a nese jméno a podpis zakladatele Uggla.

## Portrétní fotografie (výběr)

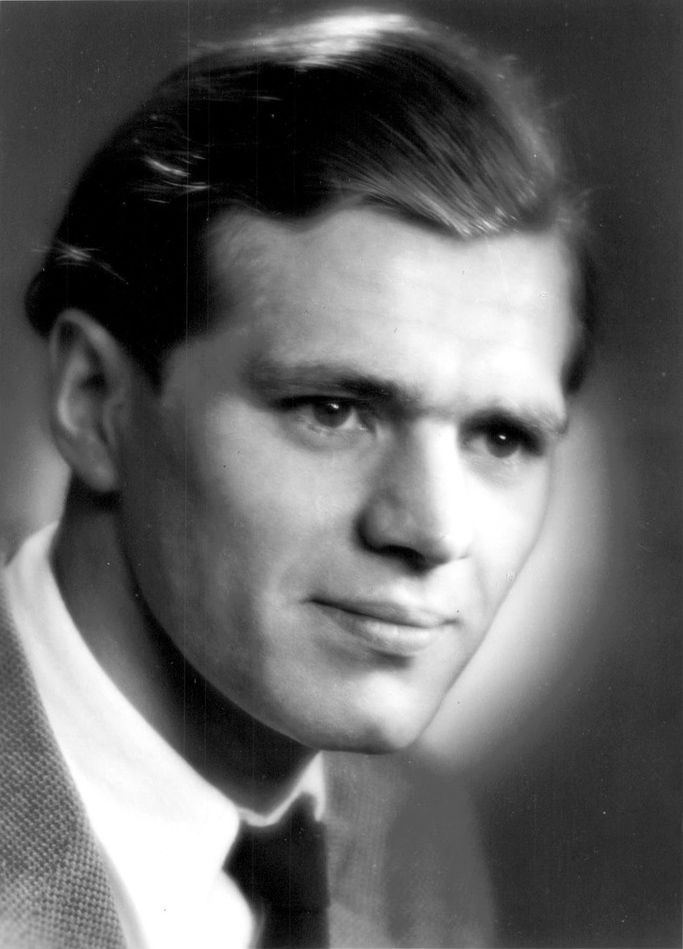
Olle Länsberg (1945)
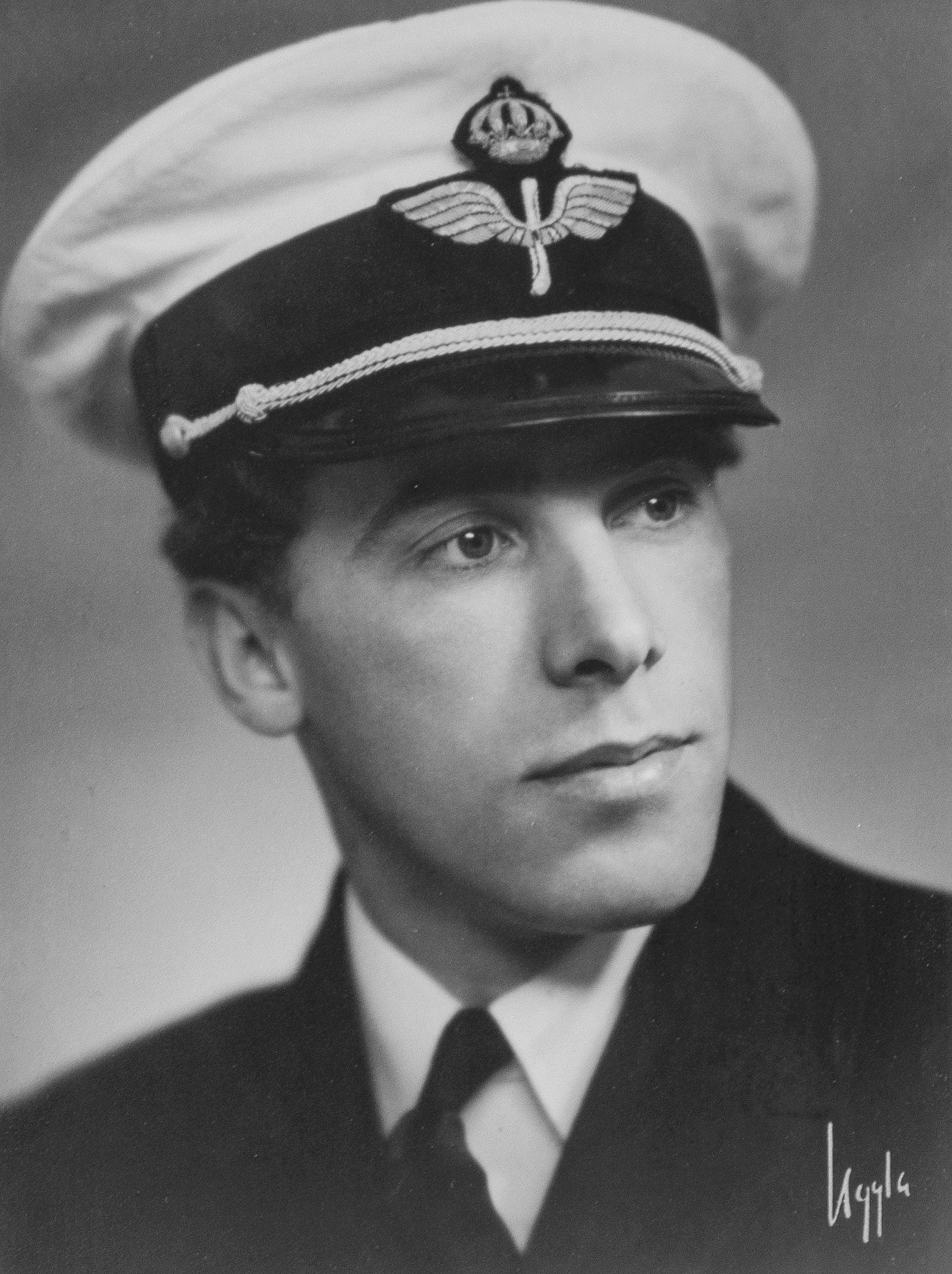
Kapitán N Palm (1950)
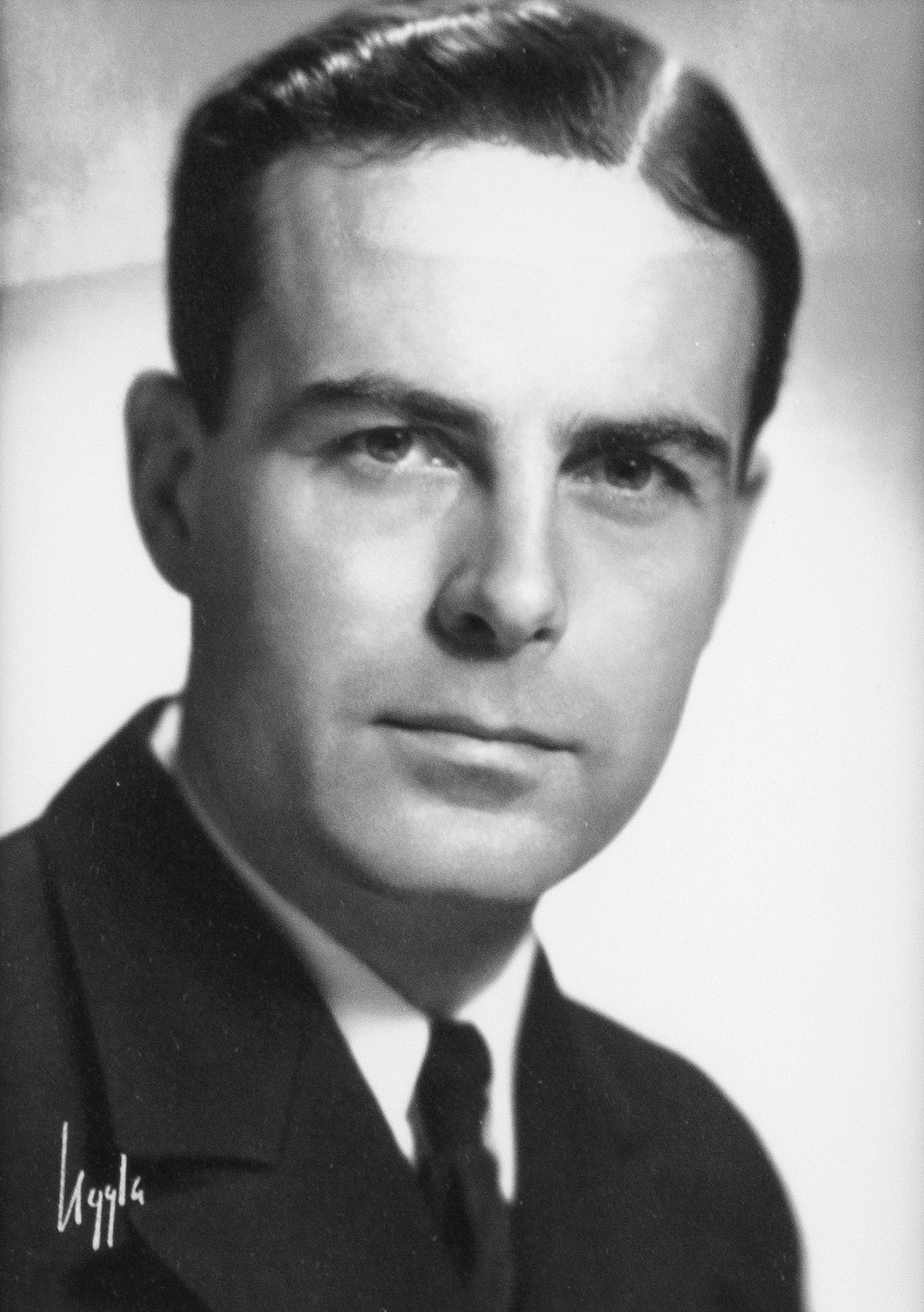
Stig Norén (1950)
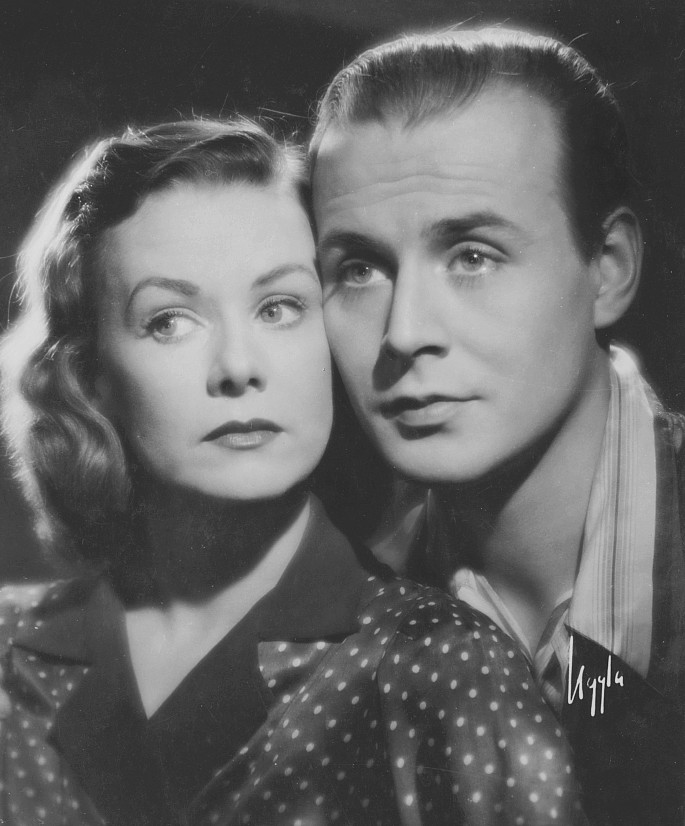
Sonja Wigert a Hasse Ekman (1943)
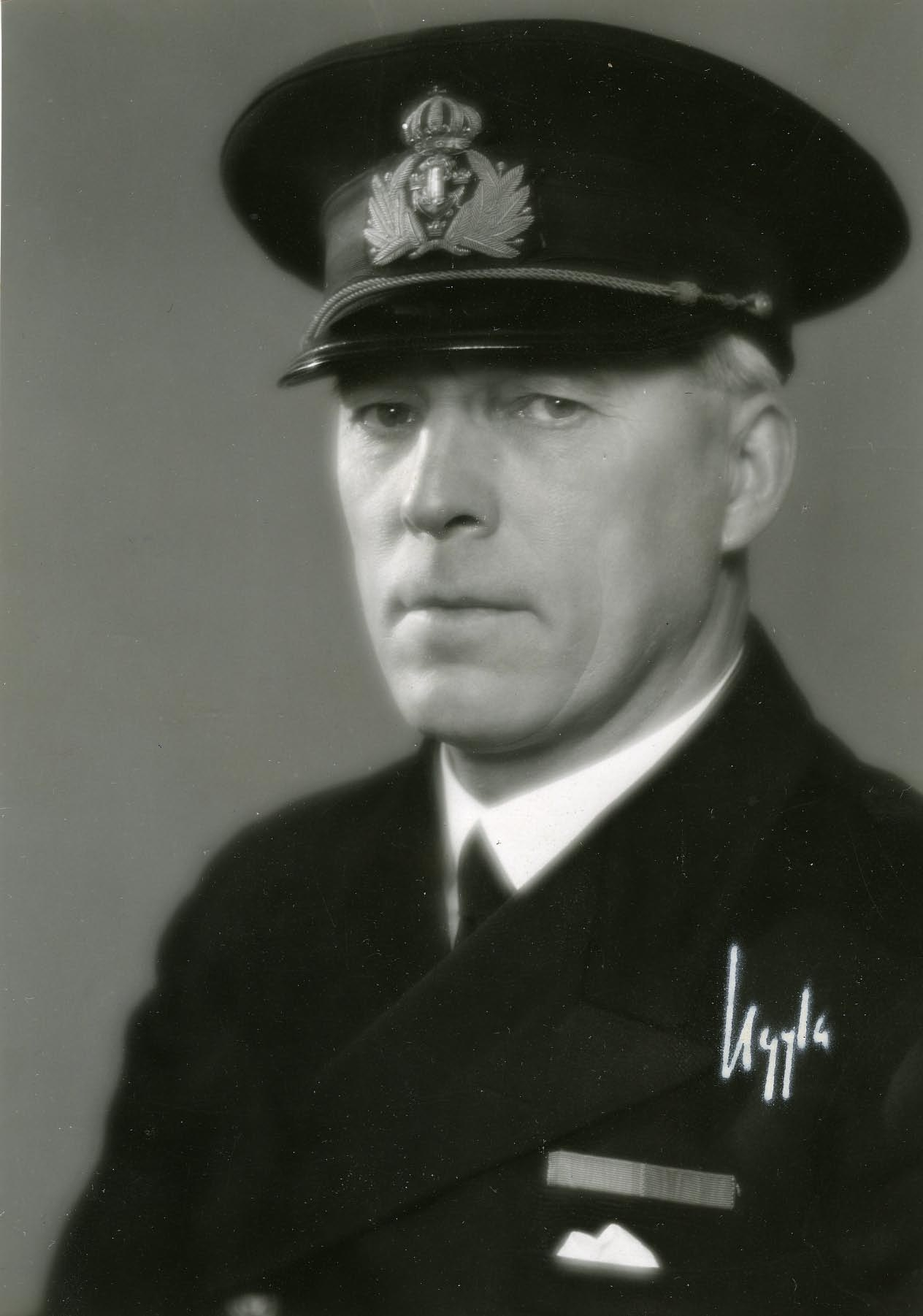
Jens Stefenson (1945)
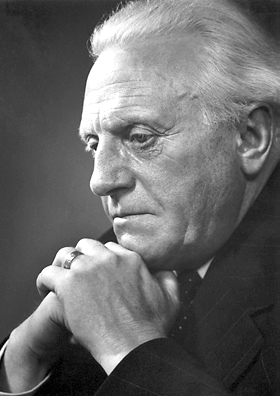
Pär Lagerkvist (1951)